# Catocala eliza
Catocala eliza là một loài bướm đêm trong họ Erebidae.